# 후티의 예멘 장악
후티의 예멘 장악은 후티와 지지자들이 주도하여 예멘 대통령 압드라보 만수르 하디에 대항한 인민혁명으로 예멘 정부를 권좌에서 몰아낸 사건이다. 후티에서는 9월 21일 혁명이라고도 부르며, 후티의 반대 입장에서는 2014년~2015년 예멘 쿠데타라고 부른다.

## 배경
2014년 8월 18일 후티 반군은 사나에서 유가인상을 이유로 반정부 시위를 벌였다. 이후, 총리인 무하메드 바신다와가 사임했다.

## 진행
9월 21일에는 후티 반군이 사나를 장악했다. 이후, 후티 반군과 정부군, 후티 반군과 알카에다 사이의 충돌이 잇다르고 있다.
2015년 1월 20일, 반군이 대통령 관저를 공격하고 대통령궁을 장악했다. 정보장관 나디아 알사카프에 따르면 대통령 압드라보 만수르 하디는 대통령궁 내부에서 30분 동안 거대한 포격을 받았지만, 경비원의 보호에 따라 무사히 다치지 않고 보호받았다고 말했다. 대통령 경호원은 하디 대통령이 안전하게 떠날 수 있음을 보장받은 이후 항복했다. 유엔 안전 보장 이사회는 이 반란으로 일어난 사건에 대해 긴급 회의를 진행했다. 유엔 사무총장 반기문은 예멘에서 "상황 악화"를 우려하고 적대적 행위를 중단하기 위해 모든 측면에서 노력할 것을 촉구했다. 1월 22일, 대통령 압드라보 만수르 하디와 총리 칼레드 바하흐는 의회에 사임을 내고 어떠한 보도도 받아들이기를 거부했다. 그러나 의회는 사임안을 거부할 뜻을 밝혔다.
2월 6일, 후티는 임시 헌법을 발표하며 의회를 해산하고 551명으로 된 새 의회를 구성하며, 151명의 대통령 위원회를 설치해 2년간 정부 역할을 맡게 하겠다고 밝혔다.
 곧 아덴을 중심으로한 예멘 남부의 주들은 후티 정부의 통치를 거부했다. 이란을 제외한 국제사회는 후티의 통치를 불법으로 보았으며, 이들 국가들은 사나에 있던 자국 대사관을 폐쇄하고 아덴에 새 대사관을 개설했다.
하디 대통령은 2월 23일에 자신은 현재 헌법상 예멘의 대통령이며 사임안이 의회의 승인을 받지 않았기 때문에 사임을 취소한다는 뜻을 밝혔다. 또한 후티의 통치는 불법이라고 규정했다. 하디 대통령은 아덴으로 정부를 옮겼지만 사나를 중심으로 한 후티 세력의 공격을 받아 사우디아라비아로 망명했고, 상대적으로 인구가 희박한 동부 지역만을 통치하게 되었다. 그러다가 아랍 국가들의 도움으로 2015년 6월에 하디 정부는 아덴 등 남부 지역을 수복하고 후티 세력에 맞서 예멘 전역을 수복하기 위해 싸우고 있다. 하디 정부는 2015년 9월말 아덴으로 환도했다. 한동안 하디 대통령은 리야드에 계속 머물렀고 하디 대통령은 2015년 11월에 뒤늦게 귀국하였다.

## 이후
이후 하디 대통령은 남예멘의 옛 수도 아덴으로 이동하여 자신이 아직까지는 헌법상의 대통령(예멘 헌법상 의회의 승인을 받아야 대통령의 사임 효력이 생기는데 후티가 의회를 해산하면서 의회가 사임안을 승인하지 않았으므로)이며 후티의 통치는 불법이라고 밝혔다. 서방 국가와 동아시아 국가, 아랍 국가들은 후티의 통치를 불법으로 보고 사나에 있는 대사관을 폐쇄하고 아덴으로 옮겼다. 그래서 사실상 아덴을 중심으로 한 예멘 정부와 사나를 중심으로 한 후티 정부로 사실상 분단이 되었다. 오직 시아파 근본주의 국가 이란만이 후티 정부가 합법이라고 인정하고 있다.

## 같이 보기
- 사우디아라비아 주도 연합군의 예멘 개입